# Babbie
Babbie város az USA Alabama államában, Covington megyében. Lakosainak száma 625 fő (2020. április 1.).

## Népesség
A település népességének változása:
| Lakosok száma | 60   | 603  | 625  |
|               | 1960 | 2010 | 2020 |